# 長府駅
長府駅（ちょうふえき）は、山口県下関市長府松小田本町にある、西日本旅客鉄道（JR西日本）山陽本線の駅。

## 歴史
- 1901年（明治34年）5月27日：山陽鉄道 厚狭駅 - 馬関駅（現・下関駅）間の開通と同時に開業[2]。旅客・貨物の取扱を開始[2]。
- 1906年（明治39年）12月1日：山陽鉄道の国有化により官設鉄道の駅となる[2]。
- 1909年（明治42年）10月12日：線路名称制定。山陽本線の所属となる。
- 1932年（昭和7年）9月7日：山陽電気軌道長関線が長府駅前に乗り入れ。
- 1947年（昭和22年）12月3日：昭和天皇の戦後巡幸。長府駅 - 小野田駅間にお召し列車が運行[3]。
- 1961年（昭和36年）10月18日：駅舎改築[4]。
- 1969年（昭和44年）10月30日：山陽電気軌道長関線の長府駅 - 唐戸間廃止により、長府駅電停廃止。
- 1984年（昭和59年）1月1日：車扱貨物の取扱を廃止[2]。駅舎南に有蓋車用の貨物ホームが設置されていた。
- 1985年（昭和60年）3月14日：荷物扱い廃止[2]。
- 1987年（昭和62年）4月1日：国鉄分割民営化により、西日本旅客鉄道の駅となる[2]。
- 2011年（平成23年）1月11日：旧駅舎を閉鎖し、仮駅舎で営業開始。
- 2012年（平成24年）3月17日：長府駅橋上駅舎完成及び自由通路開通に伴う記念式典を開催・使用開始[5]。
- 2023年（令和5年）4月1日：ICカード「ICOCA」の利用が可能となる[6][7]。
- 2024年（令和6年）12月1日：当駅での駅員の常駐を廃止し、インターホンでの遠隔対応に変更[8]。

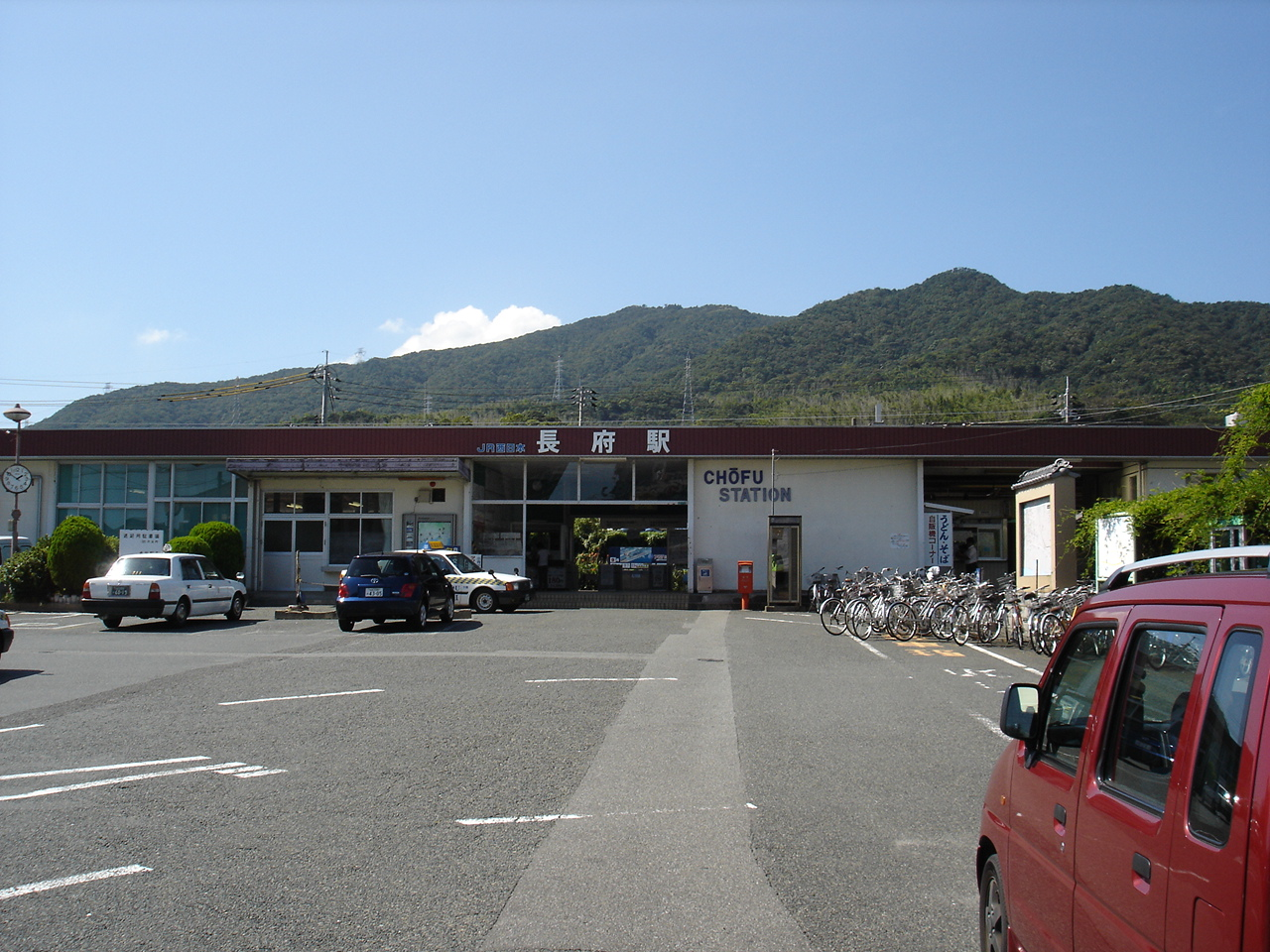
旧駅舎と駅前広場（2007年9月）
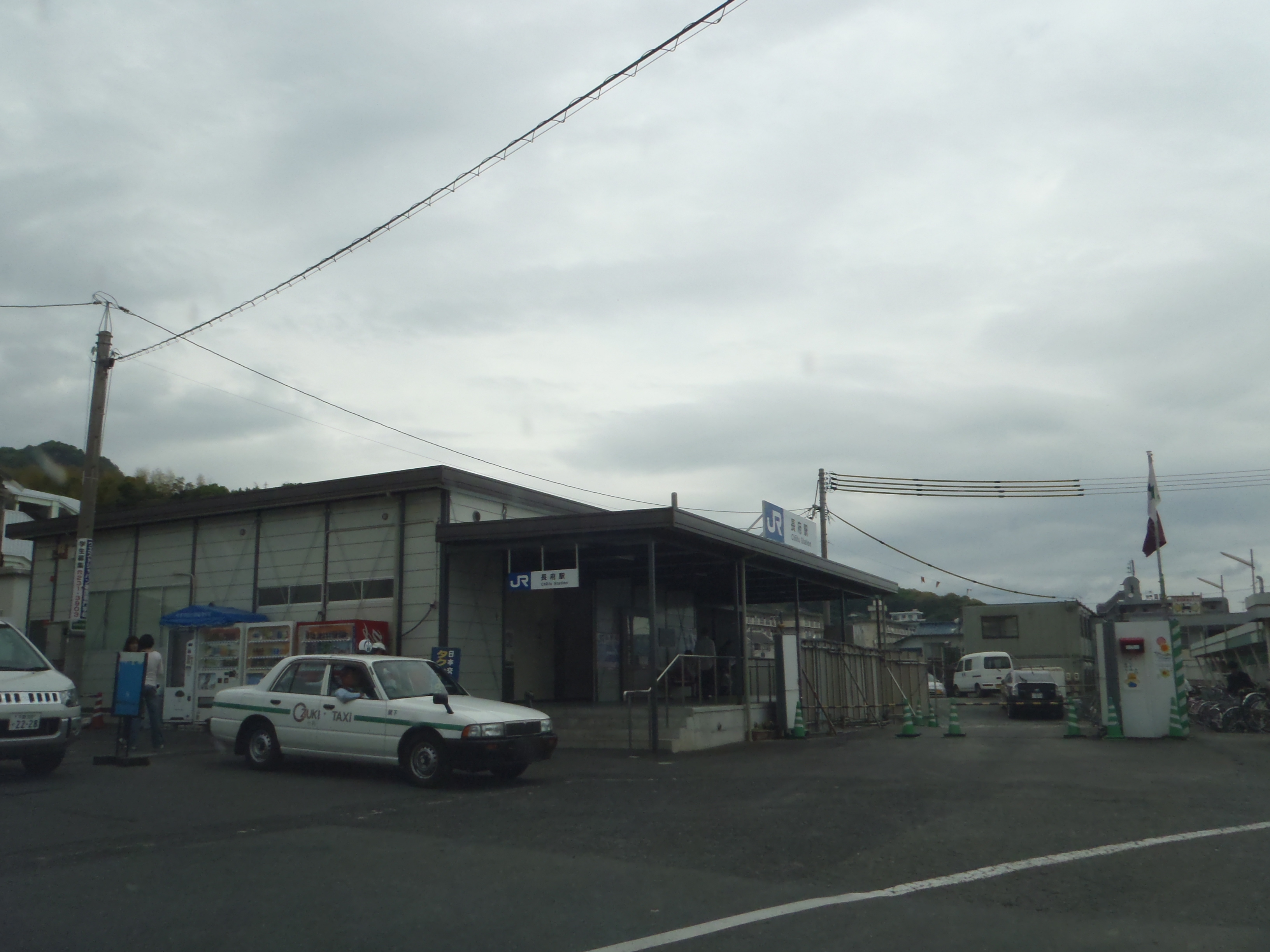
改築工事に伴う仮駅舎（2011年5月）

## 駅構造
島式1面2線のホームを持つ橋上駅。みどりの券売機が設置されている。

### のりば
| のりば | 路線      | 方向 | 行先             |
| ------ | --------- | ---- | ---------------- |
| 1      | ■山陽本線 | 下り | 下関方面         |
| 3      | ■山陽本線 | 上り | 厚狭・新山口方面 |

付記事項
- かつては3面4線のホーム（対向式2面2線と島式1面2線）を有していたが、駅舎改築に伴い、対向式ホームは撤去された[1]。なお、現在の1番のりばはかつての「2番のりば」である。

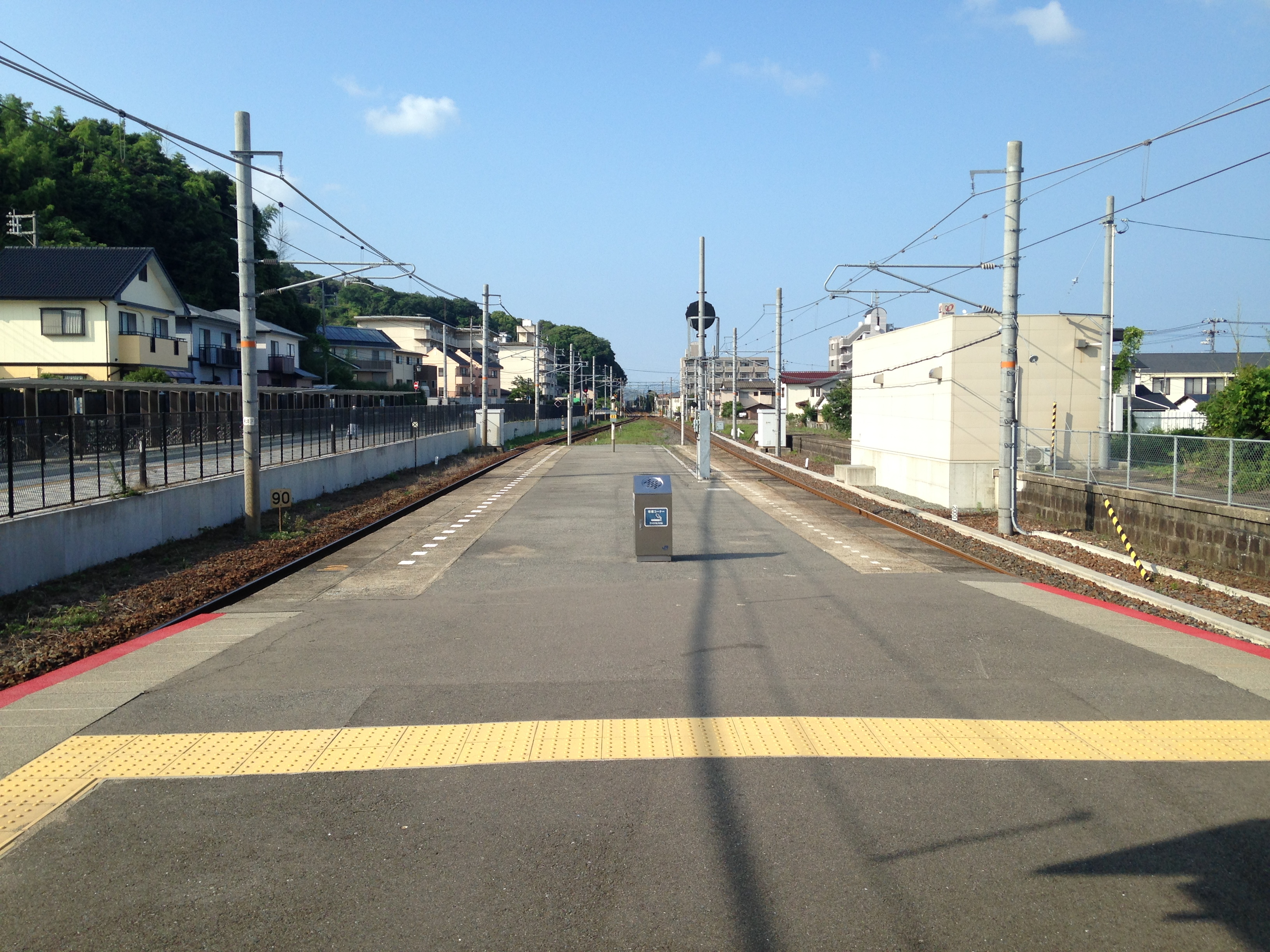
ホーム（2015年6月、小月方面を眺める）

## 駅周辺
駅の東側を山陽本線に並行して国道2号が通り、国道2号と駅前ロータリーの間の約100mの区間には山口県道254号長府停車場線が通る。国道9号より東側は臨海工業地となっている。長府地区中心部・城下町長府地区などは当駅から2km以上離れている。
- 長府駅前郵便局
- 下関市立長府小学校
- 下関市立長成中学校
- ゆめタウン長府
- スーパーセンタートライアル長府店
- ドン・キホーテ 下関長府店
- 光風園病院
- 下関競艇場
- 城下町長府
- 長府港町
  - 神戸製鋼所長府製造所
  - 中国電力下関発電所
  - ブリヂストン下関工場
- 長府扇町工業団地
  - 長府製作所本社
  - 林兼産業長府工場

### バス路線
駅前にはサンデン交通の路線バスが発着する。駅前の「長府駅」バス停に乗り入れる便もあるが、大半は国道2号上の「長府駅前」停留所に停車する。
長府駅バス停（駅正面）
- 下関駅行き
- 市民病院行き
- 長府扇町工業団地方面

長府駅前バス停（国道2号沿い 駅側）
- ゆめタウン長府方面
- 小月駅方面

長府駅前バス停（国道2号線沿い ジョイフル側）
- 城下町長府・唐戸・下関駅・市民病院方面

## 利用状況
下関市内の駅としては下関駅、新下関駅、幡生駅、小月駅に次いで5番目に利用者が多い。2023年の1日当たりの利用者数は3106人、年間利用客数は56万8435人。
| 乗車人員推移 | 乗車人員推移 |
| 年度         | 1日平均人数  |
| ------------ | ------------ |
| 1999         | 2,600        |
| 2000         | 2,572        |
| 2001         | 2,515        |
| 2002         | 2,513        |
| 2003         | 2,487        |
| 2004         | 2,422        |
| 2005         | 2,369        |
| 2006         | 2,305        |
| 2007         | 2,278        |
| 2008         | 2,263        |
| 2009         | 2,231        |
| 2010         | 2,215        |
| 2011         | 2,081        |
| 2012         | 2,083        |
| 2013         | 2,092        |
| 2014         | 1,905        |
| 2015         | 1,830        |
| 2016         | 1,781        |
| 2017         | 1,738        |
| 2018         | 1,756        |
| 2019         | 1,715        |
| 2020         | 1,401        |
| 2021         | 1,407        |
| 2022         | 1,439        |
| 2023         | 1,533        |

## 隣の駅
西日本旅客鉄道（JR西日本）
■山陽本線
小月駅 - 長府駅 - 新下関駅

### かつて存在した路線
山陽電気軌道
長関線
長府駅電停 - （臨）競艇場電停 - 松小田電停